# Carlos Forbs
Carlos Forbs, parfois appelé Carlos Borges, né le 19 mars 2004 à Sintra au Portugal, est un footballeur portugais qui joue au poste d'ailier gauche au Club Bruges KV.

## Biographie

### En club
Né à Sintra au Portugal, Carlos Forbs est formé par le Sporting CP avant de rejoindre l'Angleterre et le centre de formation de Manchester City où il progresse dans les différentes catégories de jeunes, étant cité comme l'un des joueurs les plus prometteurs du club,.
Forbs impressionne avec les différentes équipes de jeunes, notamment en Youth League où il est l'auteur d'un triplé le 6 septembre 2022 contre le Séville FC (1-5 score final) ou encore dans cette même compétition face au FC Copenhague où il se montre décisif en étant de nouveau buteur (3-1 score final). En parallèle, il se montre également précieux avec les moins de 23 ans de Manchester City lors de la saison 2022-2023, où il inscrit un total de 25 buts et délivre 13 passes décisives.
Le 3 août 2023, Carlos Forbs rejoint les Pays-Bas afin de s'engager en faveur de l'Ajax Amsterdam. Il signe un contrat de cinq ans, soit jusqu'en juin 2028. Le montant du transfert est estimé à 14 millions d'euros et pouvant atteindre 19 millions d'euros avec les différents bonus,.
Le 31 août 2024, Carlos Forbs fait son retour en Grande Bretagne, en signant en prêt aux Wolverhampton Wanderers, dans la banlieue de Birmingham, à la toute fin du mercato estival. L'option d'achat s'élevant à 13.5M€.     

### En sélections nationales
Carlos Forbs est sélectionné avec l'équipe du Portugal des moins de 19 ans, pour participer au championnat d'Europe des moins de 19 ans en 2023. Le Portugal se hisse jusqu'en finale après avoir battu la Norvège,.
Le 8 septembre 2023, Carlos Forbs joue son premier match avec l'équipe du Portugal espoirs face à Andorre. Il entre en jeu à la place de Tiago Santos et son équipe s'impose par trois buts à zéro.

## Statistiques
Ce tableau résume les statistiques en carrière de Carlos Borges.

### En club
| Saison                | Club                  | Championnat           | Championnat | Championnat | Championnat | Coupe(s) nationale(s) | Coupe(s) nationale(s) | Coupe(s) nationale(s) | Compétition(s) continentale(s) | Compétition(s) continentale(s) | Compétition(s) continentale(s) | Compétition(s) continentale(s) | Total | Total | Total |
| Saison                | Club                  | Division              | M.          | B.          | P.d.        | M.                    | B.                    | P.d.                  | Comp.                          | M.                             | B.                             | P.d.                           | M.    | B.    | P.d.  |
| 2023-2024             | Ajax Amsterdam        | Eredivisie            | 20          | 2           | 3           | 1                     | 0                     | 0                     | C3+C4                          | 8+2                            | 1+0                            | 1+0                            | 31    | 3     | 4     |
| 2024-2025             | Ajax Amsterdam        | Eredivisie            | 1           | 0           | 0           | 0                     | 0                     | 0                     | C3                             | 5                              | 0                              | 0                              | 6     | 0     | 0     |
| Total sur la carrière | Total sur la carrière | Total sur la carrière | 21          | 2           | 3           | 1                     | 0                     | 0                     | -                              | 15                             | 1                              | 1                              | 37    | 3     | 4     |

## Palmarès
Portugal -19 ans
- Championnat d'Europe
  - Finaliste en 2023

### Distinctions personnelles
- Meilleur passeur de l'UEFA Youth League 2022-2023